# آندره‌آ گواسک
آندره‌آ گواسک (کاتالونیایی: Andrea Guasch؛ زادهٔ ۲۰ دسامبر ۱۹۹۰) بازیگر، خواننده و هنرمند رقص اهل اسپانیا است. وی از سال ۲۰۰۲ میلادی تاکنون مشغول فعالیت بوده‌است.
از فیلم‌ها یا مجموعه‌های تلویزیونی که وی در آن‌ها نقش داشته است، می‌توان به پاکیتا سالاس، متهم، بگو چطور شد، شمارش معکوس و بیمارستان مرکزی اشاره نمود.